# Ralph Schröder
Ralph Schröder (Eupen, 24 september 1978) is een Belgisch Duitstalig politicus voor de liberale PFF.

## Biografie
Schröder studeerde in 2001 af als architectuur aan het ISALL, het Hoger Instituut voor Architectuur Lambert Lombard van de Universiteit Luik, en behaalde in 2003 een postgraduaat in stedenbouw en ruimtelijke ordening aan dezelfde universiteit.
Van 2003 tot 2004 was hij stedenbouwkundig en architecturaal medewerker bij een studiebureau in Esneux, alsook medewerker op het kabinet van Michel Foret, Waals minister van Ruimtelijke Ordening, Stedenbouw en Leefmilieu. Nadien was hij van 2004 tot 2012 architect-stedenbouwkundige in verschillende architectenbureaus. Van 2012 tot 2024 was hij vennoot en sinds 2024 is hij zaakvoerder van een architectenkantoor. Schröder was daarnaast van 2020 tot 2024 lid van de klachtencommissie voor ruimtelijke ordening in de Duitstalige Gemeenschap.
Hij trad in de politieke voetsporen van zijn vader Ferdel Schröder, van 2010 tot aan zijn overlijden in 2013 voorzitter van het Parlement van de Duitstalige Gemeenschap. Voor de liberale PFF werd Ralph Schröder bij de Duitstalige Gemeenschapsverkiezingen van juni 2024 verkozen in dit parlement.